# Harry van Oosterhout

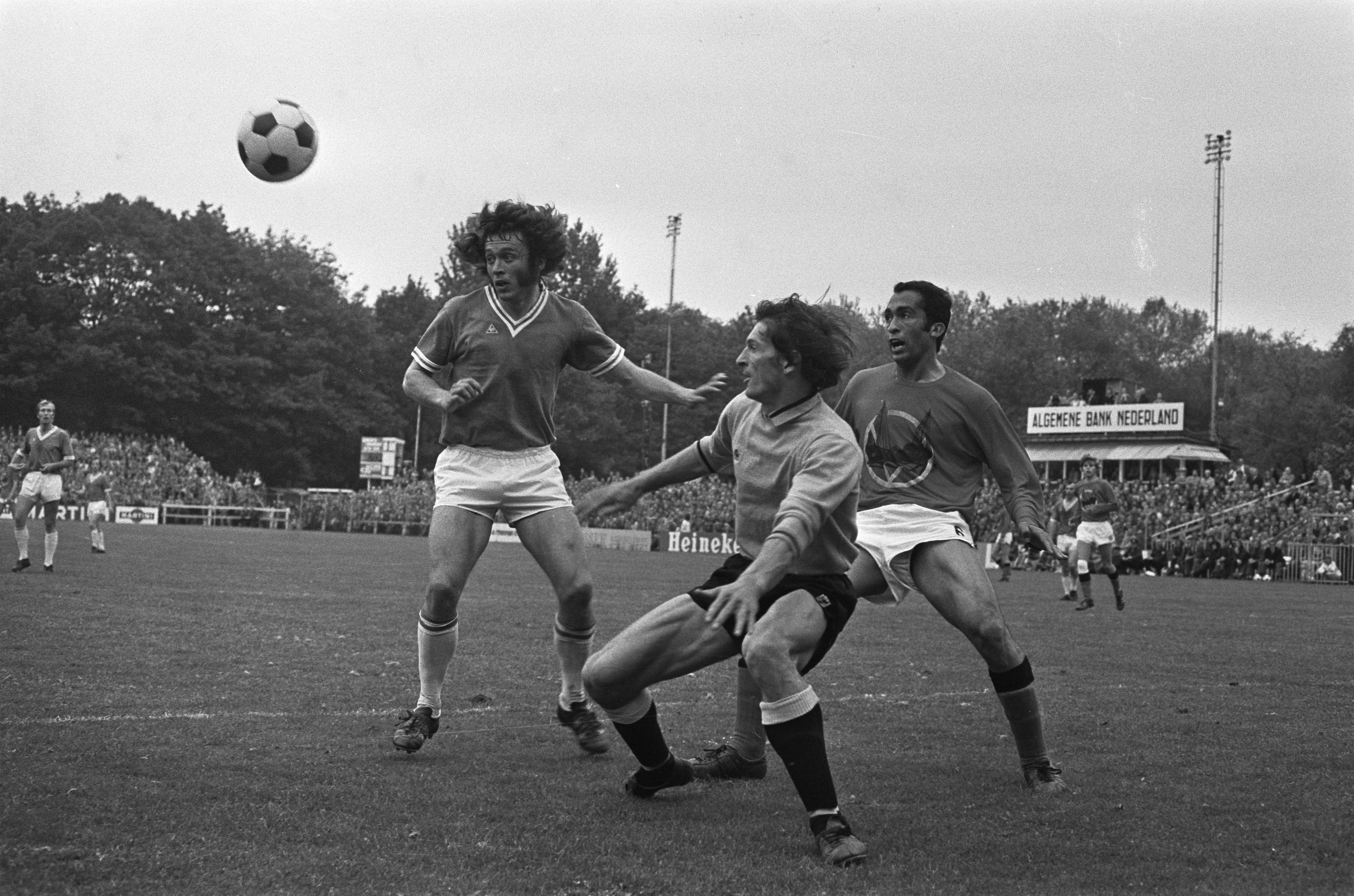
Van Oosterhout (midden) in actie, rechts Walter Ferreira

Harry van Oosterhout (Rotterdam, 17 maart 1947 – Doetinchem, 11 juli 2024) was een Nederlands profvoetballer die als doelverdediger speelde. Hij kwam uit voor Sparta Rotterdam, De Graafschap, SC Heracles '74 en het Nederlands militair voetbalelftal.

## Loopbaan
Van Oosterhout maakte op 16 april 1966 in de bekerwedstrijd tegen Xerxes zijn debuut voor Sparta Rotterdam. Zijn competitiedebuut maakte hij in het seizoen 1969/70. Hij was dat jaar de tweede doelman van de Spartanen achter Jan van Beveren. In de zomer van 1970 verruilde Van Beveren Sparta voor PSV, terwijl Pim Doesburg juist van PSV naar Sparta ging voor aanvang van het seizoen 1970/1971. Hierdoor werd Van Oosterhout weer veroordeeld tot een rol op het tweede plan.
Hij zocht zijn heil vervolgens bij De Graafschap, waar hij in het seizoen 1973/1974 tot 25 optredens in de eredivisie kwam. Een jaar later raakte hij na de komst van de geroutineerde Nico van Zoghel zijn basisplaats kwijt. Hij werd vervolgens enkele maanden verhuurd aan SC Heracles '74, waarna hij na het seizoen 1975/1976 een punt zette achter zijn profloopbaan.
Van Oosterhout overleed in juli 2024 op 77-jarige leeftijd.